# Râul Balșa
Râul Balșa este un curs de apă, afluent al râului Almășel. 

## Hărți
- Harta județului Hunedoara
- Harta munților Apuseni